# Sara Polak
Sara Polak (* 29. srpna 1992) je česká výzkumnice, antropoložka, archeoložka umělé inteligence a popularizátorka AI. Zabývá se výzkumem tzv. cloudových civilizací – celosvětové decentralizované komunity, která je propojená přes internet a měla by plnit všechny základní funkce potřebné k životu. V roce 2022 byla časopisem Forbes vybrána jako jedna z 30 významných mladých českých talentů mladších 30 let (30 pod 30). Pokouší se přiblížit umělou inteligenci široké veřejnosti, zbavit lidi obav a připravit je na digitalizaci a inovace. Je součástí několika technologických projektů. Zastává multioborovost a kryptoanarchismus.

## Biografie
Vyrůstala ve Vietnamu. Archeologii chtěla studovat už v osmi letech. Bakalářský a magisterský titul v archeologii a kognitivní evoluční antropologii získala na Oxfordské univerzitě. Doktorát z lidského poznávání a hudby získala dálkově na online univerzitě LIGS University se sídlem v Honolulu, USA (která není akreditována žádnou agenturou uznávanou Ministerstvem školství Spojených států amerických ani žádnou z českých akreditačních komisí). Po studiu pracovala pro společnosti zabývající se technologiemi ve Velké Británii, USA a na Novém Zélandu, po 8 letech se vrátila do Česka, aby pomohla s rozvojem místní digitální sféry.
V roce 2020 získala cenu v kategorii Business Revolution Award soutěže European Tech Women Awards, kterou pořádá britské ministerstvo zahraničního obchodu.
Její snahou je dosáhnout většího propojení akademické a průmyslové oblasti a přerod Prahy ve světové centrum AI, čehož se snažila dospět mimo jiné jako součást neziskové iniciativy prg.ai nebo projektu Czech.global. Pořádá hackathony a osvětové akce pro veřejnost. Spolupracuje také s FIT ČVUT, kde se v rámci výzkumné mezioborové skupiny Chaos zabývá formováním lidské společnosti. Založila technologickou klubovnu Paioneers v Paralelní Polis, ve které učí veřejnost technologickým dovednostem. Pracuje na knize o memech.
Má ráda velké psy, šerm, memy, Járu Cimrmana a skupinu Monty Python.